# Búcsúszentlászló
Búcsúszentlászló is een plaats (község) en gemeente in het Hongaarse comitaat Zala. Búcsúszentlászló telt 886 inwoners (2001).

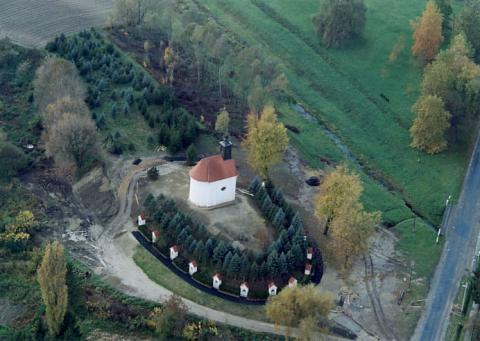
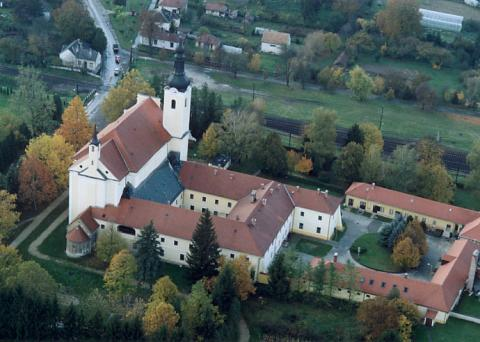
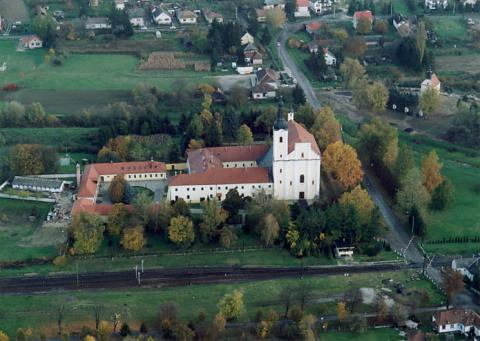